# Cimetière de Bercy
Het Cimetière de Bercy is een Parijse begraafplaats.
Het Cimetière de Bercy is gelegen aan 329, rue de Charenton (op de hoek met de avenue du Général-Michel-Bizot) in het 12e arrondissement van Parijs in de wijk Picpus. Het heeft een oppervlakte van ongeveer 6100 m² en herbergt 1120 graven.
Cimetière d'Auteuil ·
Cimetière des Batignolles ·
Cimetière de Belleville ·
Cimetière de Bercy ·
Cimetière du Calvaire·
Catacomben ·
Cimetière des Innocents ·
Cimetière d'Ivry ·
Cimetière de Montmartre ·
Cimetière du Montparnasse ·
Cimetière Notre-Dame ·
Cimetière de Passy ·
Cimetière du Père-Lachaise ·
Cimetière Saint-Vincent ·
Cimetière de la Villette
Zie ook: Lijst van bezienswaardigheden in Parijs